# Теофіла Вишневецька
Теофіла Іванна Вишневецька (пол. Teofila Wiśniowiecka; пом. 1645) — руська княжна, молодша донька Костянтина Вишневецького та Урсули Мнішек.

## Життєпис
Теофіла народилась між 1609 та 1621 роками, польська дослідниця Ілона Чаманська схиляється радше до останньої дати. Рано втратила матір. В 1628 дівчина тяжко захворіла, так що не могла навіть поворухнутись, ніяке лікування не допомагало. Тоді залозецький плебан Петро Соколовський привів її до ікони Божої Матері в Підкамені, де Вишневецька дала обітницю і згодом одужала.
Вона стала третьою дружиною войницького каштеляна Пйотра Шишковського, перед тим одруженого з її тіткою Ганною Мнішек (імовірно, це й стало визначальним чинником при виборі чоловіка). Шлюб відбувся 19 лютого 1640 року у львівському замку. Навряд чи можна було вважати Шишковського найліпшою партією, що розуміли й сучасники й знайшло відображення у весільній промові Якуба Собеського. Від народження Пйотр не належав до сенаторської еліти Речі Посполитої. Початком кар'єри він завдячував підтримці родича, краківського єпископа Марціна Шишковського. За службу королю в 1634 він дістав доволі багате Варецьке староство, наприкінці 1637 був номінований на уря́д каштеляна сондецького, а через пів року — каштеляна войницького. Князь Костянтин міг звернути увагу на майбутнього зятя ще тоді, коли той брав участь у посольстві Криштофа Збаразького до Османської імперії або завдяки співпраці (зокрема у сеймі) з Я. Собеським.
Важко сказати, як склалось подружнє життя. У всякому разі батько Теофіли плекав до Пйотра теплі почуття і навіть назвав у заповіті «милим моїм сином», чого не удостоївся жоден із його кровних родичів. Разом з тим, під час похорону Костянтина та його сина Юрія 27 червня 1641 р., як відомо з оповіді Альбрехта-Станіслава Радзивілла (хоч і не присутнього там особисто), Шишковський «в розмові назвав свою дружину немилим словом для вух і для дому Вишневецьких». Як наслідок, зчинилась бійка між слугами Яреми Вишневецького та войницького каштеляна; сам князь засвідчив, що «не був ображений, ані руки не приклав до меча», а колотнеча сталась з вини п'яних слуг, які неправильно все зрозуміли.
І Пйотр, і Теофіла померли у квітні 1645. Похорон відбувся 26 червня, обидвоє поховані у Вавельському костелі Кракова.